# Пилкино
Пилкино (каз. Пилкин) — упразднённое село в Узункольском районе Костанайской области Казахстана. В 2019 году было включено в состав села Сатай. Входило в состав Суворовского сельского округа. Код КАТО — 396657300. Упразднено в 2019 г.

## География
Пилкино стояло у озера Плоское. Вблизи Пилкина крупные озёра: Хохловатое, Казенное, Каратуздай, Песчанное.

## Население
В 1999 году население села составляло 206 человек (115 мужчин и 91 женщина). По данным переписи 2009 года, в селе проживало 99 человек (50 мужчин и 49 женщин).

## Транспорт
Пилкино доступно по автотрассе А-21.